# Erythrina vespertilio
Erythrina vespertilio är en ärtväxtart som beskrevs av George Bentham. Erythrina vespertilio ingår i släktet Erythrina och familjen ärtväxter. Inga underarter finns listade i Catalogue of Life.

## Bildgalleri

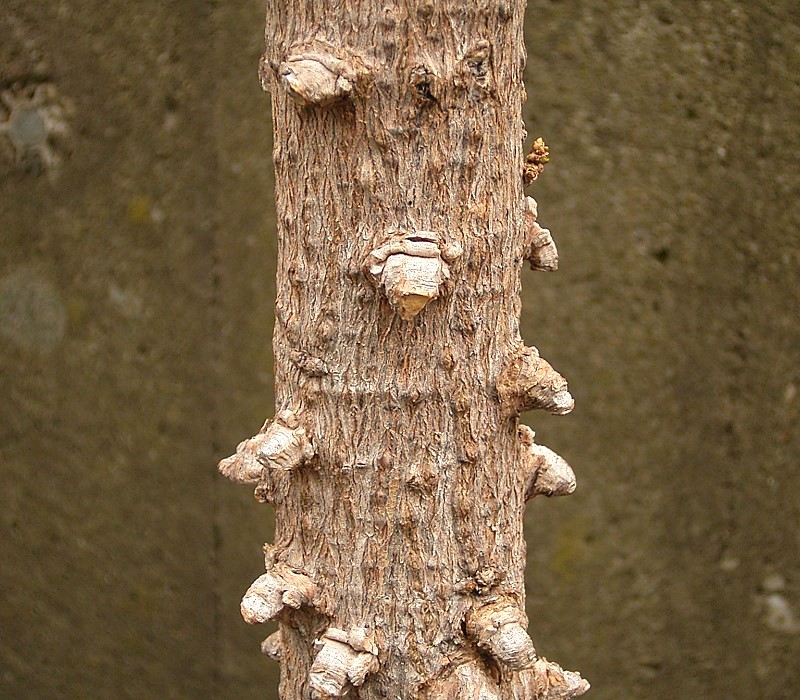
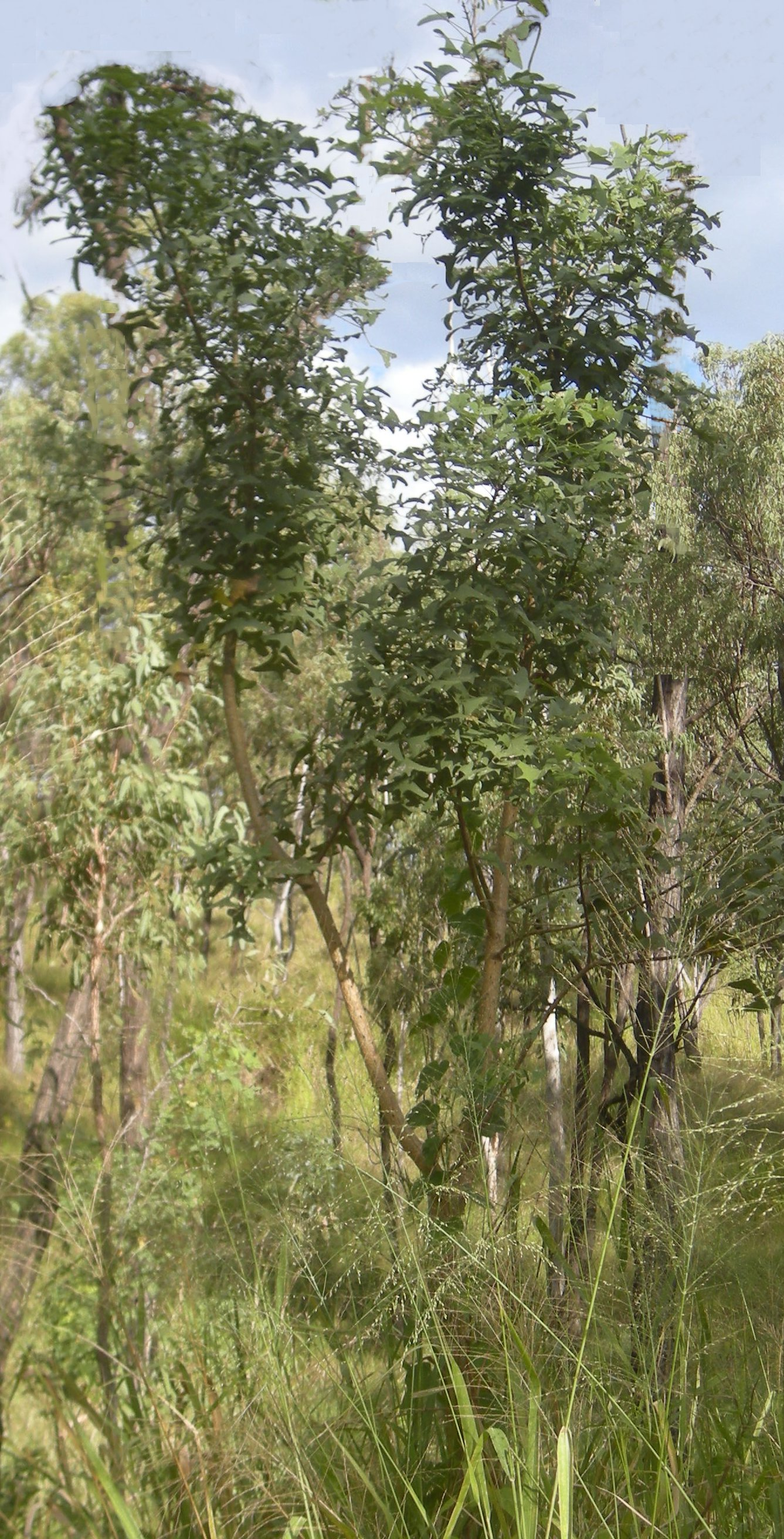